# Saint-Esteben
Saint-Esteben – miejscowość i gmina we Francji, w regionie Nowa Akwitania, w departamencie Pireneje Atlantyckie.
Według danych na rok 1990 gminę zamieszkiwało 391 osób, a gęstość zaludnienia wynosiła 29 osób/km² (wśród 2290 gmin Akwitanii Saint-Esteben plasuje się na 800. miejscu pod względem liczby ludności, natomiast pod względem powierzchni na miejscu 853.).